# Довгоносик комірний
Комірний довгоносик звичайний (Sitophilus granarius) — жук з родини трубконосиків, комаха-шкідник. Завдає великої шкоди запасам зерна.
Забарвлення темно-коричневе, довжина тіла 3-4 міліметри, крила недорозвинені, тому літати він не може. Розповсюджений всюди. Завозиться в різні місця разом з зерном. Яйця жовтуваті, розмірами 0,6-0,7 міліметра. Личинки безногі, довжиною до 3 міліметрів, з коричневою головою. Лялечки жовтуваті, довжиною 2,7 міліметри.
Розвиток їх від яйця до дорослої особини відбувається всередині зернини. Оптимальними для життєдіяльності комірного довгоносика є температура 21 — 25 °С і вологість зерна 15 — 16 %. З моменту відкладання яєць до появи жука минає 16 днів.
Зниження температури до 12°С стримує розвиток шкідника. При температурі, нижчій за 13 °С та вищій за 35 °С, жуки не відкладають яєць. У зерні вологістю 10 — 11 % довгоносики не розвиваються. Гине комірний довгоносик під дією прямих сонячних променів, не терпить запаху скипидару, нафталіну, часнику, конопель, а також повітряних протягів. Жуки охоче живуть у теплих ділянках зернового насипу. Під водою вони залишаються живими протягом 10 — 12 діб, без їжі можуть існувати досить довго.
Жуки і личинки пошкоджують пшеницю, жито, ячмінь, рис, меншою мірою — овес, кукурудзу в качанах, макарони. Не пошкоджує зерно проса, насіння олійних та деяких інших культур. Личинки виїдають в зерні весь ендосперм, залишаючи тільки оболонку.
В українській мові також зустрічаються назви вовчок та рідше ґерґели́ця